# Haustra

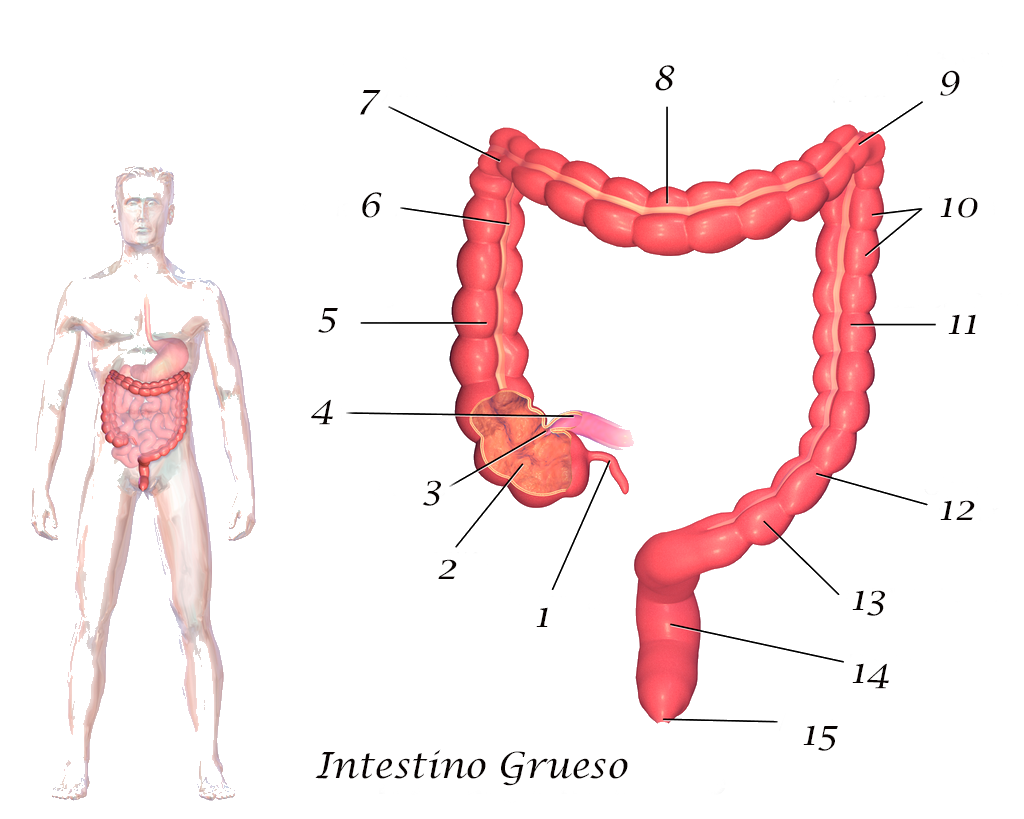
Esquema del intestino grueso. 1.Apéndice vermiforme, 2.ciego, 3.Válvula ileocecal, 4.Íleon, 5.Colon ascendente. 6.Taenia coli, 7.Ángulo hepático del colon, 8.Colon transverso, 9.Ángulo esplénico del colon, 10.Haustras, 11.Colon descendente, 12. Flexura sigmoidea, 13.Colon sigmoideo, 14.Recto, 15.ano.

Las haustras, también llamadas haustra coli, son filas de saculaciones o abultamientos que se presentan en el intestino grueso (colon). Son más prominentes en el colon ascendente y el colon transverso, pero también visibles en el colon descendente y el colon sigmoideo. Las haustras le dan un aspecto segmentado característico al colon que no se aprecia en el intestino delgado. Se producen por contracción de las fibras musculares circulares de la pared del colon y tienen la finalidad de mezclar el contenido intestinal y favorecer la absorción de agua y electrolitos, retrasando el proceso de propulsión natural de las sustancias de desecho en dirección al ano. Son dinámicas, por lo que van variando su posición periódicamente y desaparecen en ciertas enfermedades que provocan distensión intestinal como el megacolon tóxico.

## Movimientos del colon
Los movimientos por contracción de las fibras musculares del colon son de tres tipos. Existen contracciones de segmentación que son las que causan las saculaciones o haustras, movimientos peristálticos similares a los que tienen lugar en el intestino delgado y movimientos de contracción en masa que afectan al músculo liso de grandes porciones del colon y hacen que las heces avancen en dirección al ano, provocando finalmente la defecación. Cada haustra alcanza su intensidad máxima durante unos 30 segundos y después desaparece de forma progresiva durante 60 segundos.